# 伯尔什
伯尔什（法語：Bœrsch，法語發音：[bœʁʃ] ⓘ）是法国下莱茵省的一个市镇，属于莫尔塞姆区。

## 地理
伯尔什（48°28'38"N, 7°26'27"E）面积23.39 平方千米，位于法国大東部大區下莱茵省，该省份为法国大陆部分最东部的省份，是阿尔萨斯的一部分，今与上莱茵省组成了阿尔萨斯欧洲集体，其南至上莱茵省，西南接孚日省和默尔特-摩泽尔省，西接摩泽尔省，北与德国接壤。
与伯尔什接壤的市镇（或旧市镇、城区）包括：比绍夫赛姆、格伦德尔布吕什、奥贝奈、奥特罗特、罗赛姆。
伯尔什的时区为UTC+01:00、UTC+02:00（夏令时）。

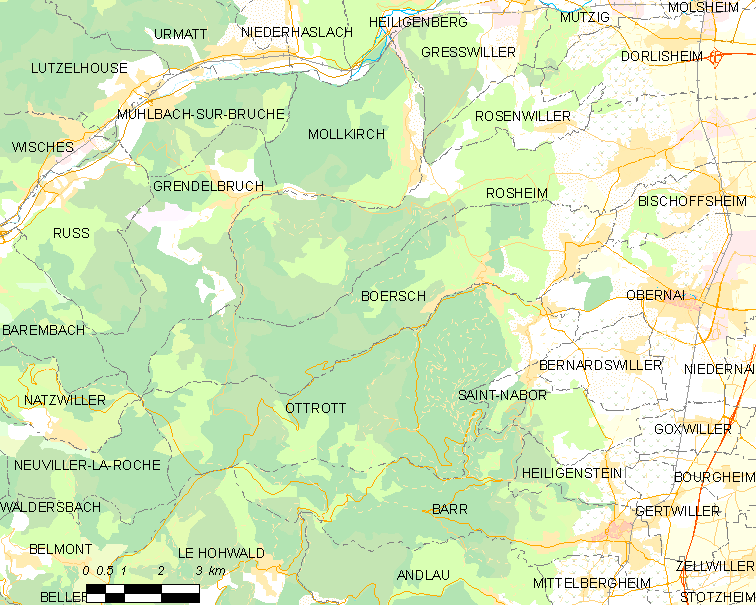
伯尔什的OSM定位图

## 行政
伯尔什的邮政编码为67530，INSEE市镇编码为67052。

## 政治
伯尔什所属的省级选区为莫尔塞姆县。

## 人口

1962-2008年间伯尔什人口变化图示

伯尔什于2022年1月1日时的人口数量为2435人。